# Irene Greif
Irene Greif es una informática americana y una pionera en el campo del Trabajo cooperativo asistido por ordenador (CSCW, con las siglas en inglés). Fue la primera mujer en doctorarse en informática en el Instituto Tecnológico de Massachusetts (MIT en inglés) .

## Biografía
Asistió al Instituto Universitario Hunter antes de licenciarse en el MIT. En 1975, Greif fue la primera mujer doctorada en informática en el MIT; aquel mismo año publicó su primer Modelo de Actores.
Fue profesora de informática en la Universidad de Washington antes de regresar al MIT como profesora de informática e ingeniería eléctrica (1977–87). En 1984, Greif y Paul Cashman acuñaron el término "trabajo cooperativo asistido por ordenador", con el acrónimo inglés CSCW, en un taller interdisciplinario en Cambridge, Massachusetts, EE. UU. Más interesada en la investigación que en la enseñanza, dejó la academia en 1987 para unirse al equipo de Lotus, donde dirigió el grupo de Diseño de Producto, donde acabó creando el grupo de Investigación del Lotus en 1992. Después de que Lotus fuese adquirido por IBM, se convirtií en asociada a IBM y fue directora de experiencias colaborativas de usuarios en el Centro de Investigación Thomas J. Watson. Greif forma parte de la Academia Americana de Artes y Ciencias (AAAS) y también de la Asociación de Maquinaria Computacional (ACM en inglés), así como de la Academia Nacional de Ingeniería.

## Trabajos
- 1975, Semántica de los procesos paralelos en comunicación
- 1980, Programas para la programación distribuida : la aplicación de calendario
- 1982, Trabajo cooperativo de oficina, videoconferencia y gestión de la agente: una colección de documentos
- 1983, Software para los 'roles' de las personas
- 1988, Trabajo cooperativo asistido por ordenador: un libro de lecturas